# Кренбрук
Кренбрук (англ. Cranbrook) — місто в Канаді, у провінції Британська Колумбія, у складі регіонального округу Іст-Кутеней.

## Населення
За даними перепису 2016 року, місто нараховувало 20047 осіб, показавши зростання на 3,8%, порівняно з 2011-м роком. Середня густина населення становила 626,6 осіб/км².
З офіційних мов обидвома одночасно володіли 840 жителів, тільки англійською — 18 810, а 35 — жодною з них. Усього 1265 осіб вважали рідною мовою не одну з офіційних, з них 20 — одну з корінних мов, а 35 — українську.
Працездатне населення становило 63,2% усього населення, рівень безробіття — 7,8% (9,7% серед чоловіків та 5,8% серед жінок). 88,4% осіб були найманими працівниками, а 9,4% — самозайнятими.
Середній дохід на особу становив $44 630 (медіана $34 327), при цьому для чоловіків — $56 243, а для жінок $33 697 (медіани — $46 085 та $26 920 відповідно).
32% мешканців мали закінчену шкільну освіту, не мали закінченої шкільної освіти — 17,4%, 50,6% мали післяшкільну освіту, з яких 26% мали диплом бакалавра, або вищий, 35 осіб мали вчений ступінь.
| Статево-вікова структура населення | Статево-вікова структура населення | Статево-вікова структура населення | Статево-вікова структура населення | Статево-вікова структура населення |
| ---------------------------------- | ---------------------------------- | ---------------------------------- | ---------------------------------- | ---------------------------------- |
|                                    |                                    |                                    |                                    |                                    |
| Всього                             | Всього                             | 48,8%51,2%                         |                                    |                                    |
| 0 — 14 років                       | 0 — 14 років                       |                                    | 16,1%                              | 16,1%                              |
| 15 — 64 років                      | 15 — 64 років                      |                                    | 63%                                | 63%                                |
| 65 і більше                        | 65 і більше                        |                                    | 20,8%                              | 20,8%                              |
| 85 і більше                        | 85 і більше                        |                                    | 2,8%                               | 2,8%                               |
| Середній вік (років)               | Середній вік (років)               | 42,044,1                           | 43,1                               | 43,1                               |
| Медіана (років)                    | Медіана (років)                    | 43,145,9                           | 44,5                               | 44,5                               |
| — чоловіки — жінки                 |                                    |                                    |                                    |                                    |

| Походження мешканців:     | Походження мешканців:     | Походження мешканців: | Походження мешканців: | Походження мешканців: |
| ------------------------- | ------------------------- | --------------------- | --------------------- | --------------------- |
| Походження                |                           |                       | осіб                  | %                     |
| Корінні американці        | Корінні американці        |                       | 1 830                 | 9.36%                 |
| Інше північноамериканське | Інше північноамериканське |                       | 5 680                 | 29.04%                |
| Європейське               | Європейське               |                       | 16 025                | 81.93%                |
| британське                | британське                |                       | 11 465                | 58.61%                |
| французьке                | французьке                |                       | 2 330                 | 11.91%                |
| українське                | українське                |                       | 1 440                 | 7.36%                 |
| Латинськоамериканське     | Латинськоамериканське     |                       | 105                   | 0.54%                 |
| Карибське                 | Карибське                 |                       | 125                   | 0.64%                 |
| Африканське               | Африканське               |                       | 140                   | 0.72%                 |
| Азійське                  | Азійське                  |                       | 890                   | 4.55%                 |
| Океанійське               | Океанійське               |                       | 60                    | 0.31%                 |

| Зайнятість населення за галузями (за класифікацією NOC): | Зайнятість населення за галузями (за класифікацією NOC): | Зайнятість населення за галузями (за класифікацією NOC): | Зайнятість населення за галузями (за класифікацією NOC): | Зайнятість населення за галузями (за класифікацією NOC): |
| -------------------------------------------------------- | -------------------------------------------------------- | -------------------------------------------------------- | -------------------------------------------------------- | -------------------------------------------------------- |
|                                                          |                                                          |                                                          |                                                          |                                                          |
| Управління                                               | Управління                                               |                                                          | 11,1%                                                    | 11,1%                                                    |
| Бізнес, фінанси та адміністрування                       | Бізнес, фінанси та адміністрування                       |                                                          | 13,7%                                                    | 13,7%                                                    |
| Природничі та прикладні науки                            | Природничі та прикладні науки                            |                                                          | 4,2%                                                     | 4,2%                                                     |
| Охорона здоров'я                                         | Охорона здоров'я                                         |                                                          | 6,9%                                                     | 6,9%                                                     |
| Освіта, правозахист, муніципальні та урядові служби      | Освіта, правозахист, муніципальні та урядові служби      |                                                          | 10,2%                                                    | 10,2%                                                    |
| Мистецтво, культура, відпочинок та спорт                 | Мистецтво, культура, відпочинок та спорт                 |                                                          | 1,9%                                                     | 1,9%                                                     |
| Роздрібна торгівля та послуги                            | Роздрібна торгівля та послуги                            |                                                          | 27,5%                                                    | 27,5%                                                    |
| Гуртова торгівля, транспорт та обладнання                | Гуртова торгівля, транспорт та обладнання                |                                                          | 18,8%                                                    | 18,8%                                                    |
| Природні ресурси, сільське господарство                  | Природні ресурси, сільське господарство                  |                                                          | 3%                                                       | 3%                                                       |
| Виробництво                                              | Виробництво                                              |                                                          | 2,8%                                                     | 2,8%                                                     |

## Клімат
Середня річна температура становить 5,7°C, середня максимальна – 21,6°C, а середня мінімальна – -14,2°C. Середня річна кількість опадів – 443 мм.
| Клімат поселення                              | Клімат поселення | Клімат поселення | Клімат поселення | Клімат поселення | Клімат поселення | Клімат поселення | Клімат поселення | Клімат поселення | Клімат поселення | Клімат поселення | Клімат поселення | Клімат поселення | Клімат поселення |
| Показник                                      | Січ.             | Лют.             | Бер.             | Квіт.            | Трав.            | Черв.            | Лип.             | Серп.            | Вер.             | Жовт.            | Лист.            | Груд.            |                  |
| Середній максимум, °C                         | 0,04             | 3,40             | 8,18             | 12,72            | 17,58            | 21,55            | 21,48            | 21,42            | 16,14            | 10,29            | 3,50             | −0,86            |                  |
| Середня температура, °C                       | −7,1             | −3,74            | 1,04             | 5,59             | 10,43            | 14,41            | 17,44            | 17,37            | 12,09            | 6,24             | −0,53            | −4,9             |                  |
| Середній мінімум, °C                          | −14,24           | −10,88           | −6,11            | −1,56            | 3,29             | 7,27             | 13,40            | 13,32            | 8,04             | 2,19             | −4,58            | −8,97            |                  |
| Норма опадів, мм                              | 38               | 27               | 25               | 30               | 49               | 58               | 39               | 31               | 34               | 24               | 44               | 44               |                  |
| Середньомісячна швидкість вітру, м/с          | 2.47             | 2.42             | 2.78             | 2.90             | 2.80             | 2.70             | 2.60             | 2.41             | 2.39             | 2.43             | 2.54             | 2.31             |                  |
| Середньомісячна сонячна радіація, кДж/м²·день | 3885             | 7439             | 12438            | 16864            | 20360            | 21900            | 23654            | 20404            | 14438            | 8631             | 4259             | 3114             |                  |
| --------------------------------------------- | ---------------- | ---------------- | ---------------- | ---------------- | ---------------- | ---------------- | ---------------- | ---------------- | ---------------- | ---------------- | ---------------- | ---------------- | ---------------- |
| Джерело:                                      |                  |                  |                  |                  |                  |                  |                  |                  |                  |                  |                  |                  |                  |

## Персоналії
- Глен Кочрейн (1958 — 2024), канадський хокеїст.